# Albert Gleizes
Albert Gleizes (født 8. december 1881 i Paris; død 23. juni 1953 i Avignon) var en fransk maler og forfatter.
Gleizes arbejdede en periode i familiens virksomhed, før han gik over til maleriet.
1901 havde han sin første udtilling hos Société Nationale des Beaux-Arts in Paris. Gleizes fortsatte med at male under militærtjeneste 1903-05 og udstillede 1904 to malerier hos Salon d'Automne
1911 var Gleizes medarrangør af Salle 41 ved årets udstilling på Salon des Indépendants. Året efter udgav han skriftet Du Cubisme om kubismen med Jean Metzinger.
Gleizes blev under 1. verdenskrig indkaldt til hæren, hvor en læge udvirkede at han kunne fortsætte med at male. 1915 blev han udskrevet fra hæren og opholdt sig under resten af krigen dels i New York, dels i Barcelona.
| - Værker af Albert Gleizes - L'Arbre (Træet), 1910 - La Chasse, (Jagten), 1911 - Les Arbres (Træerne), 1910-12 - Paysage, (Landskab), 1911 - Stilleben, Nature Morte, 1911 beslaglagt 1937 og stadig savnet - Tegning til l'Homme au balcon. udstillet på Salon des Indépendants 1912 - l'Homme au Balcon, 'Manden på balkonen' 1912 - Les ponts de Paris (Passy) 1912, (Broerne i Paris) - Paysage avec un arbre (Landskab med træ), 1914 - Retour de Bois-le-Prêtre, (Retur fra Bois-le-Prêtre) træsnit , 1915 - Composition, For "Jazz", Pour "Jazz", 1915 - Broadway, 1915 - Esquisse pour le portrait de Jean Cocteau (Udkast til portræt af Jean Cocteau), 1915-16 - Action, Cahiers Individualistes de philosophie et d'art, Vol. 1, nr. 1, februar 1920 - L'Homme dans les maisons, ca 1920 - L'Homme dans les maisons, ca .1920 - Composition bleu et jaune, 1921 - Femme et enfant (Kvinde og barn). Der Sturm, 5. oktober 1921 |